# Прапор Верхньодніпровська
Пра́пор Верхньодніпровська — офіційний символ міста Верхньодніпровськ Дніпропетровської області, затверджений 27 липня 2004 року рішенням № 561-24/XXIV сесії Верхньодніпровської міської ради.

## Опис
Прямокутне синє полотнище зі співвідношенням сторін 2:3 із вузькою жовтою лиштвою, посередині обрамлений жовтим декоративним листям герб міста висотою 1/2 сторони прапора.